# 公子宋
公子宋（？—？），姬姓，名宋，字子公，中国春秋时期郑国的公子。

## 生平
公子宋对公子归生说自己食指跳动，就可以大饱口福。前605年，郑灵公请群臣吃鼋，开玩笑故意不给公子宋吃，来嘲笑公子宋食指大动不準。结果，公子宋大怒，用食指到郑灵公的鼎里蘸汤喝。郑灵公十分震怒。公子宋怕国君杀他，想联合公子归生弑君。公子归生不想背负弑君之名。结果，公子宋就诬陷公子归生，公子归生没办法，和公子宋杀死郑灵公，要拥立公子去疾。公子去疾拒绝，推荐公子坚，公子坚就是郑襄公。因为公子宋得到了晋国的支持，晋国、楚国都没有因为弑君之事讨伐郑国。
公子归生去世后，郑人砍公子归生的棺木，驱逐其族人。当时公子宋是否仍在世、是否也受到清算，史书没有记载。
在小说《东周列国志》中，公子归生死后，公子去疾就追究灵公被弑之事，公子宋终被诛杀并暴尸于朝。

## 延伸成語
食指大動：有美味的食物可吃，手指頭不知不覺就動起來。喻有美味在前的預兆。
染指于鼎：手指伸到鼎里蘸点汤。比喻沾取非分的利益。